# Sacsaül negre
El sacsaül negre, Haloxylon ammodendron, és una espècie de planta dins la família Amaranthaceae.

## Descripció
El sacsaül negre té una mida corresponent des d'un gran arbust a un arbret, de 2-8 (rarament 12) m d'alt. Té un tronc marró de 4 a 25 cm de diàmetre. La fusta és pesant i l'escorça esponjosa. Les branques de l'any en curs són verdes i, quan envelleixen, són marrons o de blanques a grises. Les fulles són petites esquames i la planta té l'aspecte de gairebé no tenir fulles.
Té inflorescències en brots curts laterals sobre les tiges de l'any anterior. Les flors són hermafrodites o masculines, molt petites. Floreix de març a abril.
El fruit és alat i tenen un diàmetre de 8 mm. La llavor fa 1,5 mm de diàmetre. Fructifica d'octubre a novembre.

## Distribució i hàbitat
El sacsaül negre es distribueix al mig i centre d'Àsia (Iran, oest de l'Afganistan, Turcmània, des d'Aral-Caspi a Amu Darya, les zones baixes de l'Àsia central i Xina (Mongòlia, Sinkiang, Kansu). És una planta psamòfita, i creix en deserts sorrencs sobre les dunes i en l'estepa fins a 1.600 metres d'altitud. A l'Àsia central, sovint forma 'boscos de sacsaül'; al mig d'Àsia no forma grups.
És considerada en risc d'extinció; el sacsaül negre afronta una pressió addicional en ser usat com a combustible per la crisi energètica de l'Àsia central de 2008.

## Taxonomia
Aquesta espècie va ser publicada l'any 1829 per Carl Anton von Meyer com Anabasis ammodendron C.A.Meyer. El 1851, Alexander Bunge la posà en el gènere Haloxylon com a Haloxylon ammodendron (C.A.Meyer) Bunge.
Entre els sinònims hi ha: Arthrophytum ammodendron (C.A.Meyer) Litw., Arthrophytum haloxylon Litw., Haloxylon pachycladum M.Pop., i Haloxylon aphyllum (Minkw.) Iljin..
i està relacionat amb l'espècie Haloxylon persicum (o sacsaül blanc).

## Usos
El sacsaül es planta a gran escala en l'aforestació de zones àrides de la Xina, i és altament resistent a la secada; ha tingut un paper important en l'establiment de bandes forestals de protecció i en la fixació de dunes de sorra contra la desertificació.
L'escorça gruixuda del sacsaül negre emmagatzema aigua que, fins i tot, és potable.
Al desert de Gobi, el sacsaül és sovint l'únic arbre que es troba i serveix per escalfar i cuinar.
Quan la Marina Imperial russa va portar els primers vaixells de vapor a la mar d'Aral, el governador general Vasily Perovsky ordenà al comandant del fort Àralsk recollir tanta quantitat com fos possible de fusta de sacsaül per als vaixells, però afortunadament per al sacsaül la seva fusta no era gaire adequada per als vaixells de vapor i l'armada russa va haver de portar carbó amb camells des d'Orenburg.

## Ecologia
Turcmenigena varentzovi (coleòpters) és una plaga del sacsaül negre al Kazakhstan, Turkmenistan, i l'Uzbekistan.
Sovint s'hi troben agalles similars a pinyes.
Una planta paràsita, Cistanche deserticola, que creix sobre les arrels del sacsaül, és molt preuada en la medicina tradicional xinesa i la qualifiquen de 'ginseng del desert'.